# Успение Богородично (православна църква в Лвов)
„Успение Богородично“ (на украински: Церква Успіння Пресвятої Богородиці) е православна църква, паметник на ренесансовата архитектура от XVI-XVII век в град Лвов, Украйна, разположена на улица „Подвална“, № 9.
В средата на 16 век тук възниква лвовското Успенско братство, към което функционират печатница и училище. В църквата има изображение на руски двуглав орел като спомен за дарението на значителни средства за изграждането ѝ, направено от руския цар Фьодор I през 1592 г.
Ансамбълът на църквата включва няколко паметника. Интериорът на „Успение Богородично“ е украсен с картини от 17 – 18 век, има иконостас от 1773 г., на прозорците има витражи от Петър Холодни (20-те и 30-те години на 20 век). Параклисът на Три светители е свързан с църквата „Успение Богородично“ в средата на 19 век. Камбанарията е построена за сметка на Константин Корнякт и носи неговото име, височината ѝ е 65 m. Църквата е под юрисдикцията на Православната църква на Украйна.

## Стил
Църквата е построена в стила на италианския ренесанс. Стените са разделени от пиластри със сводести прозорци и плоски резби на метопите. Гербовете на дарители са издълбани върху платната в горната част; резбата е направена от лавските майстори Константин и Яков Кулчицки.
Църквата „Успение Богородично“ по план е трикорабна базилика, разположена на Руската улица, с полукръгла апсида, излизаща към улица „Подвална“. Храмът е увенчан с три купола с фенери; централният купол се опира на поддържащи арки, опрени на четири тоскански колони. В планирането и обемната структура може да се проследи сливането на западния ренесанс и украинските строителни традиции. Първият се проявява в базиличния план и архитектурна декорация, а украинските традиции – в традиционните куполни покрития. Външните стени, съгласно вътрешното оформление, са разделени от тоскански пиластри в симетрични равнини, в които са изрязани отвори за прозорци с архиволти. Фасадата е завършена от развит антаблеман, компонент на който е дорийски фриз с метопи, триглифи и розетки. В полетата на метопите има издълбани в камъка релефни композиции на библейски и евангелски теми.
Във вътрешността на храма, който се състои от три пространствени обема – нартекс, неф и олтарна част, основната естетическа роля играе материалът – бял дялан камък с лаконична архитектурна пластика във формата на колони, арки, пиластри. Централният купол, който има за основа дорийски фриз, е украсен с розетни кесони. В платната му са издълбани в камък гербовете на дарители, дарили средства за изграждането на храма. Основата на другите два купола – на нартекса и олтарната част – е дорийски фриз с метопи и триглифи. Стените, както и отвън, са разчленени от пиластри, а архитектурното решение на интериора е обогатено от две стълбища, водещи към страничните галерии на северната и южната стена. Светлината навлиза в църквата през високи прозорци, украсени с витражи от лвовския художник от първата третина на 20 век Петър Холодни.
Църквата е запазила паметници на изкуството от 17 – 18 век. Най-ценните от тях са иконите на Страстите Христови, останали от оригиналния Успенски иконостас от 1630 – 1638 г., изработени от лвовските художници Фьодор Сенкович (1630 г.; изгорял) и Николай Петрахнович (1638 г., в днешно време в църквата на село Болшие Грибовичи край Лвов), който през 19 век е заменен от иконостаса на М. Яблонски. От двадесетте икони, намиращи се в диптиха, три принадлежат на Сенкович („Влизането на Господ в Йерусалим“, „Съшествие в ада“ и „Възкресението на Лазар“), четиринадесет – на Петрахнович, останалите идват от втората половината на 18 век. Самият иконостас се намира в село Грибовичи близо до Лвов, където е продаден през 1767 година. По стените има примери за станкова живопис от 17 век.
През втората половина на 18 век галицката благородничка Теодосия от рода Стрелбицки, съпругата на свещеника на село Миклашев, отец Алексей Стрелбицки, дарява 6000 злоти за църквата „Успение Богородично“. В нейна памет портретът ѝ е сложен в храма. Понастоящем този портрет е в колекцията на Борис Возницки – в Лвовската национална художествена галерия в експозиция в Олеския замък.
През 1779 г. църквата е повредена от пожар. Достроена е отново през 1796 г., като покривът и централният купол претърпяват промени. В периода 1965 – 1973 г. са извършени ремонтно-възстановителни работи.
По-късно е построен параклисът на Тримата светители. Той е с проста конструкция: правоъгълник с три купола, завършващи с фенери. Порталът, украсен с релефни орнаменти във вид на лози, принадлежи към архитектурните шедьоври на Лвов. Изграждането на параклиса се приписва на П. Красовски.